# Stripsenjochhaus
Das Stripsenjochhaus ist eine Schutzhütte der Sektion Kufstein des österreichischen Alpenvereins im Kaisergebirge in Tirol.

## Lage
Das Haus liegt direkt am Stripsenjoch, dem Übergang vom Kaiserbachtal zum Kaisertal sowie dem Schnittpunkt von Zahmem und Wildem Kaiser. Damit liegt das Stripsenjochhaus sehr zentral und wird gern als Drehscheibe des Kaisergebirges bezeichnet.

## Geschichte

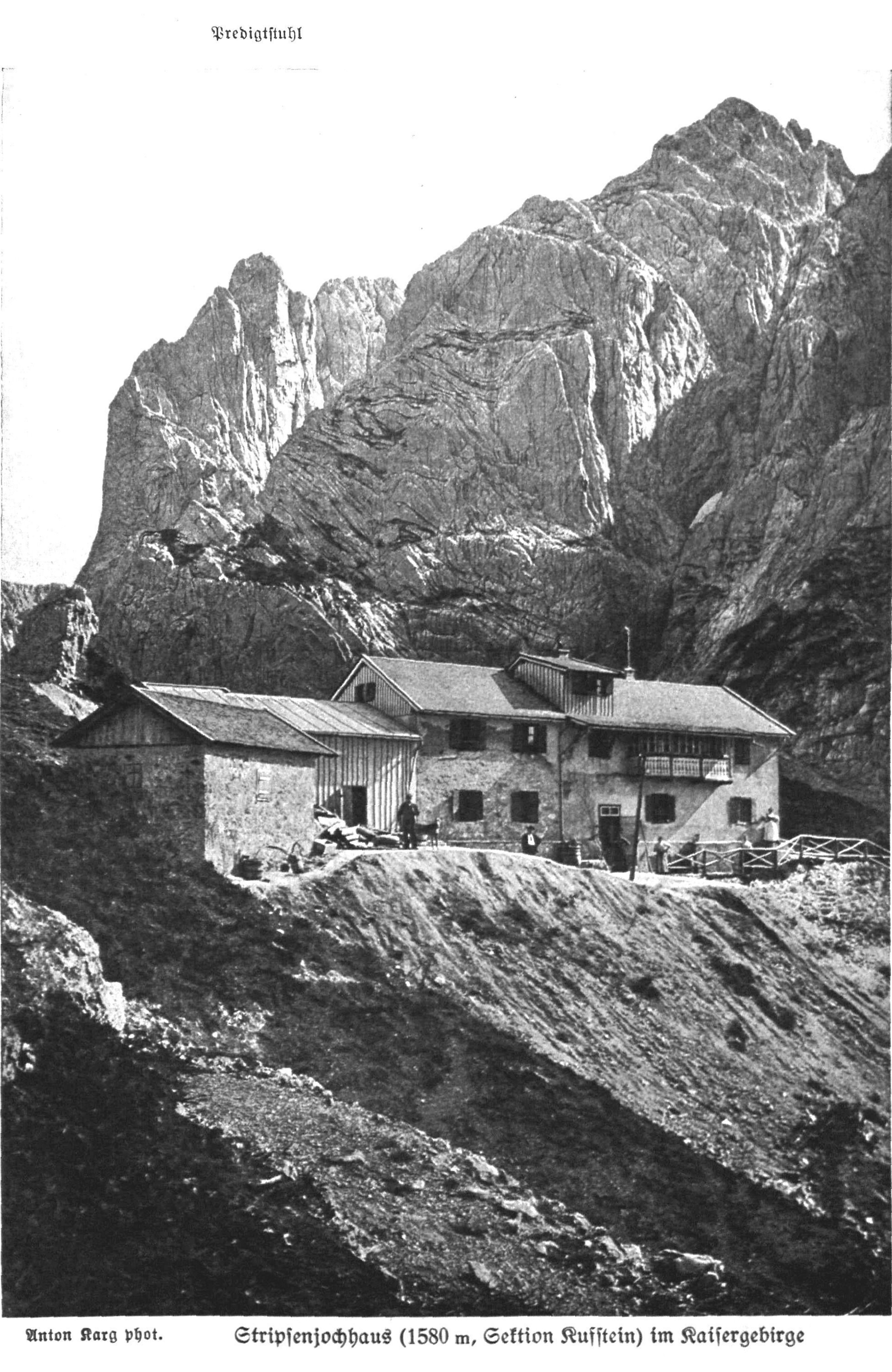
Stripsenjochhaus vor 1919, Fotografie von Anton Karg

Das Haus geht auf Planungen von 1899 zurück und wurde von 1901 bis 1902 von der Sektion Kufstein des Deutschen und Österreichischen Alpenvereins errichtet. Feierlich eingeweiht wurde das Haus im Frühsommer 1902. Erster Pächter war bis 1925 Johann Tavonaro, der mit zweihundert Besteigungen des Totenkirchl bis zum Jahr 1910 den damaligen Rekord aufstellte, und zusammen mit Philip Scheiner auch am 30. Juni 1895 der Erstbesteiger des Predigtstuhls war. Auch der Alpinist Peter Aschenbrenner war zeitweise Hüttenwirt. In den 1950er und 1960er Jahren wurde das Haus mehrmals umgebaut, saniert und erweitert. In dieser Zeit wurde auch die Versorgungsseilbahn von der Griesner Alm errichtet. 2000 wurde das Haus bei einem Zimmerbrand beschädigt und im folgenden Jahr saniert. Das Stripsenjochhaus wird nun schon in der 2. Generation von der Familie Fankhauser aus Ginzling im Zillertal bewirtschaftet.

## Anreise

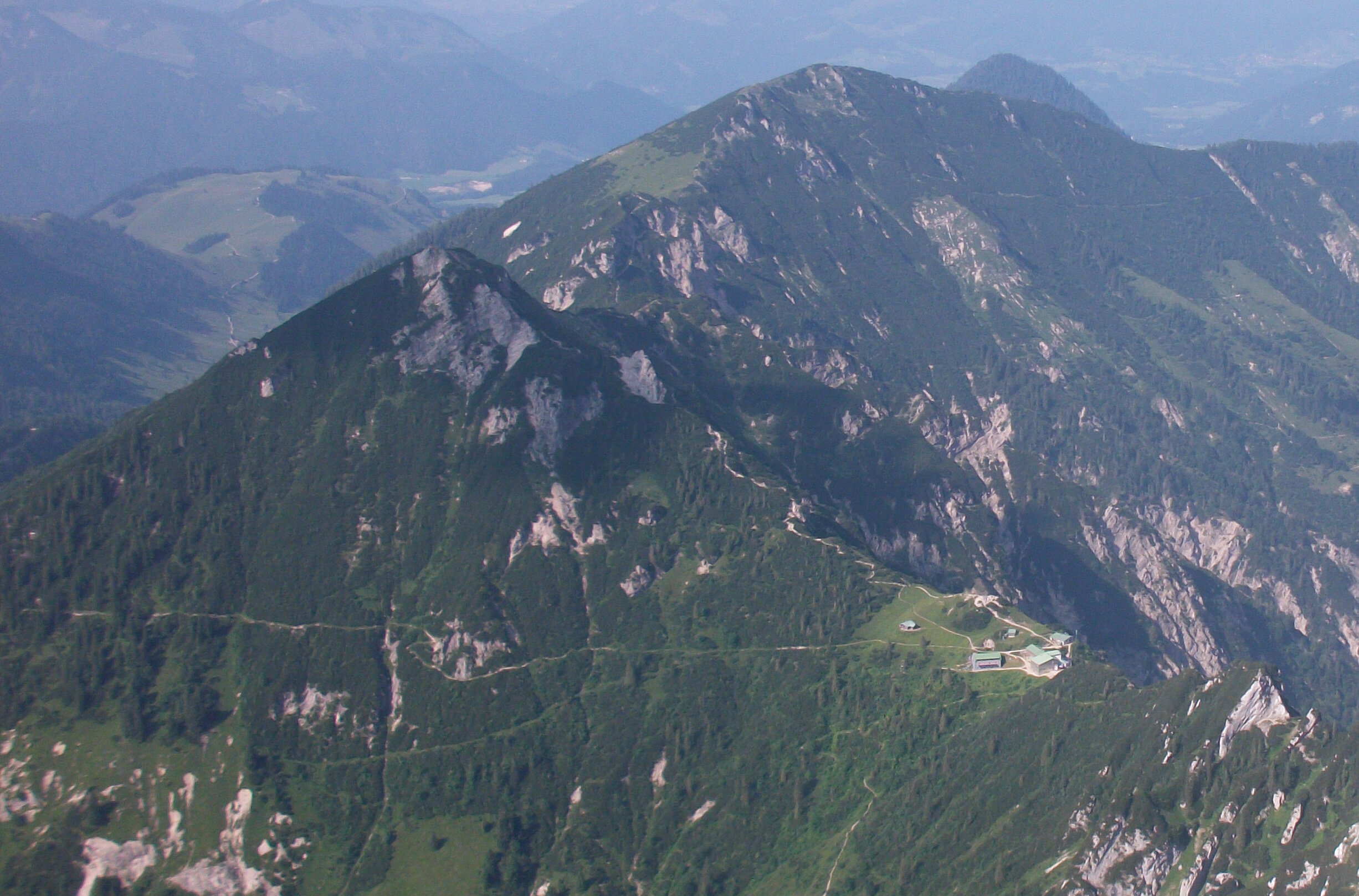
Stripsenjoch mit Stripsenjochhaus, links der Stripsenkopf, weiter hinten Feldberg, Scheibenkogel und Ebersberg, gesehen von der Kleinen Halt

- Anreise per Zug bis Kufstein oder St. Johann in Tirol.
- Anreise per Bus bis Kufstein-Sparchen, Griesenau oder Hohenkendel möglich.
- Anreise per Auto über Mautstraße von Griesenau bis zur Griesener Alm (990 m).

## Zustiege
- von der Griesener Alm auf dem Hüttenweg in ca. 1½ Stunden
- vom Gasthof Hohenkendel bei Griesenau über die Kohlalm und den Feldberg in ca. 3 Stunden.
- von Kufstein durchs Kaisertal über Anton-Karg-Haus und Hans-Berger-Haus in 5 Stunden.
- von Walchsee über die Gwirchtalm, Hochalm oder Feldalm in 4 Stunden.

## Übergänge
- Fritz-Pflaum-Hütte (1865 m) über Hüttenweg und Großes Griesner Tor, mittel, Gehzeit: 2½ Stunden
- Gaudeamushütte (1270 m) über Steinerne Rinne, Ellmauer Tor und Kübelkar, schwierig, Gehzeit: 4 Stunden
- Gruttenhütte (1620 m) über Steinerne Rinne, Ellmauer Tor und Jubiläumssteig, schwierig, Gehzeit: 4 Stunden
- Hans-Berger-Haus bzw. Anton-Karg-Haus im Abstieg, leicht, Gehzeit: 1½ Stunden
- Vorderkaiserfeldenhütte (1388 m) über Feldalmsattel, Hochalm, Höhenweg, mittel, Gehzeit: 3½ Stunden

## Gipfelbesteigungen
Durch die Lage mitten im „Kaiser“ bieten sich naturgemäß unzählige Klettermöglichkeiten fast aller Schwierigkeitsgrade. Einige wichtige Gipfelziele seien noch genannt:
- Ellmauer Halt (2.344 m), Klettertour
- Goinger Halt (2.242 m), Gehzeit: 2½ Stunden
- Pyramidenspitze (1.998 m), Gehzeit: 3½ Stunden
- Ackerlspitze (2.329 m), Gehzeit: 4½ Stunden
- Predigtstuhl, Klettertour
- Totenkirchl, Klettertour
- Fleischbank, Klettertour
- Stripsenkopf und Feldberg (1.813 m), Gehzeit: 1 Stunde